# Neyrouz
Neyrouz is het Koptische nieuwjaar. Het feest wordt gevierd op 11 september, tenzij er een gregoriaans schrikkeljaar is: dan vindt het feest plaats op 12 september. De eerste maand van het nieuwe jaar in de koptische kalender is Thout. 